# Roi Soleil (film)
Pour plus de détails, voir Fiche technique et Distribution.
Roi Soleil est un film espagnol réalisé par Albert Serra, sorti en 2018.

## Synopsis
Le sujet du film est l'agonie du roi Louis XIV, déjà traitée par Albert Serra dans La Mort de Louis XIV. Le décor est celui de la galerie Graça Brandao de Lisbonne.

## Fiche technique
- Titre : Roi Soleil
- Réalisation : Albert Serra
- Musique : Marc Verdaguer
- Photographie : Artur Tort
- Montage : Ariadna Ribas et Albert Serra
- Société de production : Andergraun Films et Rosa Filmes
- Pays :  Espagne et  Portugal
- Genre : Expérimental
- Durée : 61 minutes
- Dates de sortie : 
  -  France : 14 juillet 2018 (FID Marseille), 1er août 2019 (Internet)

## Distribution
- Lluís Serrat : Louis XIV